# Sátiro de Paros
Sátiro de Paros fue un arquitecto y escultor de la Antigua Grecia del siglo IV a. C..
Antes de llegar a Halicarnaso para diseñar junto con Piteo el Mausoleo de Halicarnaso apenas es conocida su obra anterior, a no ser que fuese el mismo Sátiro que nombra Plinio el Viejo (NH, XXXVI, 67,68), que trasladó en Egipto un obelisco, desde su cantera, Nilo abajo. Llegó a firmar dos estatuas de Hidrieo y Ada de Caria, sucesores de Artemisia en Caria que se enviaron a Delfos, pero que hoy están perdidas.
Su obra maestra la alcanzó con el Mausoleo dedicado a Mausolo, el sátrapa de Caria, al suroeste de Anatolia, al que su viuda Artemisia II de Caria quiso rendirle honores,  construido en mármol blanco y que llegaría a ser una de las siete maravillas del mundo.